# Вршац (баскетбольный клуб)
«Вршац» (серб. Vršac) — сербский профессиональный баскетбольный клуб из города Вршац. Принимает участие в чемпионате Сербии. Домашним стадионом клуба является спортивно-деловой центр Миллениум вместимостью 5 000 человек.

## История
Клуб был основан в 1946 году под названием «Единство». Впоследствии он не раз менял название: в 1959 году клуб был переименован в «Младост», в 1967 году — в «Инекс Бриксол», в 1968 году — в «Агропанония», в 1977 году — во «Вршац». В 1981 году «Вршац» начал спонсироваться компанией «Инекс Хемофарм» и вновь сменил название — на «Инекс Вршац». В сезонах 1968/1969 и 1980/1981 клуб занял первые места в лиге Воеводины, что позволило клубу соревноваться в первой Национальной лиге «Б». В 1989 году клуб снова играл в первой Национальной лиге «Б», благодаря первому месту в лиге Воеводины. В 1992 году спонсорство над клубом перенял концерн Хемофарм, в связи с чем клуб стал называться «Хемофарм». В сезоне 1996/1997 клуб принимал участие во второй Национальной лиге. В сезоне 1997/1998 клуб занял первое место в первой Национальной лиге «Б», тем самым получив право на участие в первой Национальной лиге «А» (YUBA). В сезоне 1998/1999 клуб занял десятое место в первой Национальной лиге «А», однако в следующем сезоне 1999/2000 он занял уже четвёртое место и получил право бороться за Кубок Корача. В сезоне 2000/2001 клуб занял шестое место и вышел в полуфинал в первой Национальной лиге «А», а также в финал Кубка Корача. В сезоне 2001/2002 клуб занял четвёртое место и вышел в полуфинал в первой Национальной лиге «А», а также завоевал Кубок Корача. В сезоне 2002/2003 клуб занял пятое место в первой Национальной лиге «А», а через два года, в сезоне 2004/2005 завоевал первое место в Лиге ABA и вышел в полуфинал Кубка Европы. В сезоне 2005/2006 клуб снова вышел в полуфинал Кубка Европы, а также прошёл в одну восьмую финала Лиги ABA. В сезоне 2006/2007 клуб вышел в полуфинал Кубка Корача и полуфинал Лиги ABA. В предпоследнем сезоне 2008/2009 клубу удалось выйти в четыре полуфинала — Национального Кубка, Лиги ABA, Национальной Суперлиги и Кубка Европы. В связи с недавним объединением концернов Хемофарм и ШТАДА клуб сменил название на «Хемофарм-ШТАДА». 25 января 2012 года стало известно, что из-за отказа финансирования главного спонсора команды, все игроки получили статус свободных агентов.

## Достижения
- Финалист Кубка Корача: 2000/2001
- Победитель Лиги ABA: 2004/2005
- Финалист Лиги ABA: 2008
- Финалист чемпионата Сербии: 2003/2004, 2004/2005, 2007/2008, 2009/2010, 2010/2011
- Финалист Кубка Радивоя Корача: 2003, 2006, 2008

## Сезоны
| Сезон   | Лига   | Уровень | РЧ | Плей-Офф | Еврокубки | Лига ABA |
| ------- | ------ | ------- | -- | -------- | --------- | -------- |
| 2011-12 | А Лига | 1       | 8  | -        | -         | 12       |